# Kopaonik (montagne)
Pour les articles homonymes, voir Kopaonik.
Les monts Kopaonik, en serbe cyrillique Koпaoник, sont un des plus importants massifs montagneux de Serbie. Le parc national des monts Kopaonik a été créé en 1981 ; il couvre une superficie de 118,1 km2 et se situe dans la partie centrale du massif.

## Géographie

### Topographie
Ils sont situés dans la partie méridionale de la Serbie centrale. Le point culminant du massif est le mont Pančić (Pančićev Vrh) qui s'élève à 2 016 m. Parmi les sommets les plus importants, on peut citer les monts Gobelja (1 934 m), Karman Vučak (1 936 m), Suvo Rudište (1 976 m), Oštro Koplje (1 789 m), Šatorica (1 750 m) et Veliki Čir (1 369 m).

### Faune et flore

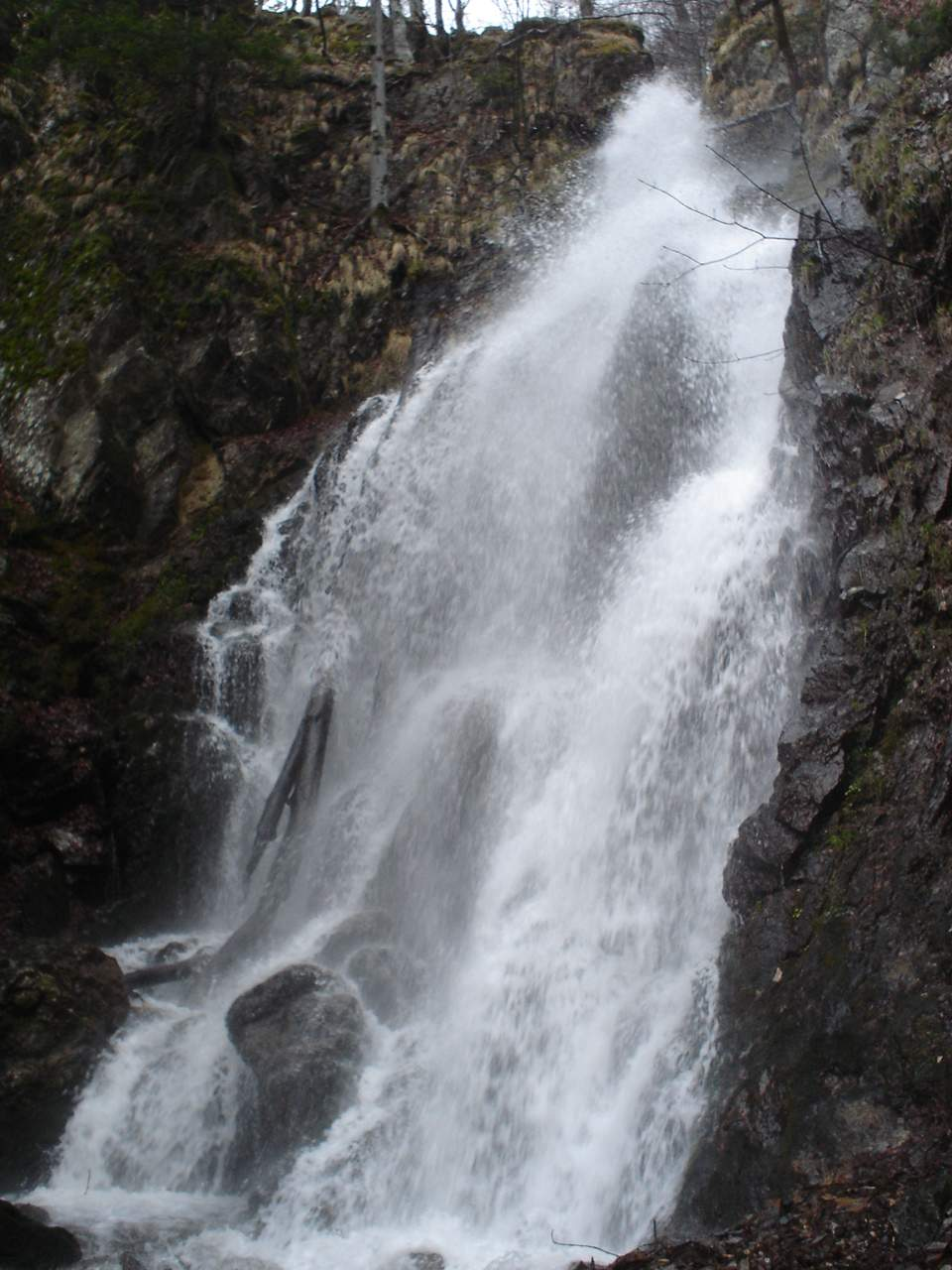
L'une des cascades de Vodopad dans les monts Kopaonik

La flore des monts Kopaonik se caractérise par un grand nombre d'espèces autochtones, comme le hêtre des Balkans et diverses espèces de sapins, de pins, d'épicéas, d'érables d'ifs et de chênes. La faune, quant à elle, présente une grande variété mais sa densité dépend de la qualité de l'habitat.

## Histoire
Les monts Kopaonik conservent les vestiges de villages habités par des populations pré-illyriennes et illyriennes ; on y a aussi mis au jour des vestiges remontant à la période romaine. Le secteur possède de nombreuses églises construites par les princes serbes du Moyen Âge. En effet, à cette époque, les monts Kopaonik étaient un important centre minier, entretenant des relations commerciales notamment avec Raguse (Dubrovnik). Non loin de là se trouvent la ville médiévale fortifiée de Maglič, ainsi que le monastère de Studenica, inscrit en 1986 sur la liste du patrimoine mondial de l'UNESCO.

## Activités

### Protection environnementale
Le parc national des monts Kopaonik, créé en 1981, est situé sur une partie relativement plate au centre du massif, à une hauteur d'environ 1 700 m. Ce plateau central est appelé Suvo Rudište, du nom du sommet qui le domine. Au nord et au nord-ouest de ce plateau se trouve le Banjski Kopaonik (le « Kopaonik des bains »), avec la ville thermale de Jošanička Banja dont les eaux atteignent une température de 88 °C. Juste au-dessous du Suvo Rudište, se trouve la vallée de la Samokovska, rivière qui, descendant des hauteurs, forme de nombreux rapides et cascades et qui a creusé d'importantes gorges dans la montagne.
Le parc abrite des forêts de feuillus et de conifères. On y trouve surtout de nombreuses espèces d'oiseaux, comme la  bartavelle, l'otus, la pie-grièche écorcheur et l'alouette lulu.
L'érosion des sols ne constitue en rien une menace puisqu'il n'y a aucune exploitation forestière ni aucune déforestation dans le parc.

### Tourisme

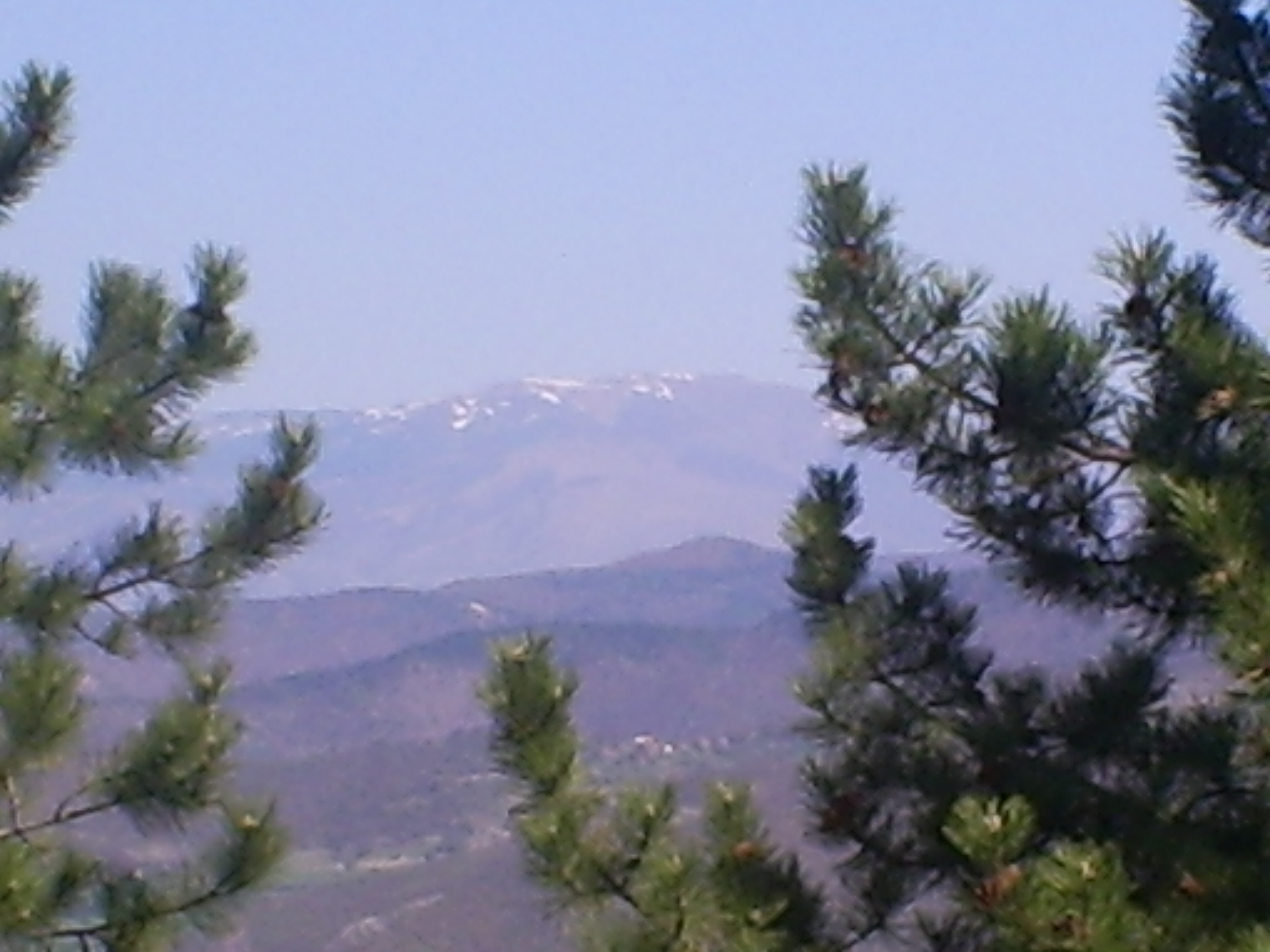
Le mont Pančić, vu du monastère de Đurđevi Stupovi

Les monts Kopaonik sont également conçus pour le tourisme. Ils sont accessibles par l'autoroute de l'Ibar (Ibarska magistrala) et situés non loin de l'aéroport Constantin-le-Grand de Niš.
On y pratique les sports d'hiver, notamment le ski et le snowboard. Fondée dans les années 1970, la station de ski de Kopaonik est équipée de nombreuses remontées mécaniques, partiellement modernisées ces dernières années. La station offre clairement le plus vaste domaine skiable de Serbie, mais également de toute l'ex Yougoslavie.
L'été, il est possible d'y pratiquer la randonnée ou le vélo.

#### Informations
- (en) Le parc national des monts Kopaonik

#### Données géographiques
- (en) Vue satellitaire du mont Pančić
- (en) Vue satellitaire du mont Oštro Koplje
- (en) Vue satellitaire du mont Šatorica
- (en) Vue satellitaire du mont Veliki Čir